# Lista rezervațiilor naturale din județul Arad
Lista rezervațiilor naturale din județul Arad cuprinde ariile protejate de interes național (rezervații naturale), aflate pe teritoriul administrativ al județului Arad declarate prin Legea Nr. 5 din 6 martie 2000 (privind aprobarea Planului de amenajare a teritoriului național - Secțiunea a III-a - arii protejate).

## Lista ariilor protejate
| Denumirea ariei protejate            | Cod       | Localizare | Categorie IUCN | Tip                    | Suprafață (ha) | Observații (foto)               |
| ------------------------------------ | --------- | ---------- | -------------- | ---------------------- | -------------- | ------------------------------- |
| Arboretele de fag de la Râul Mic     | -         | Luncșoara  | IV             | forestier              | 165,50         | Arie protejată de interes local |
| Arboretul Macea                      | RONPA0115 | Macea      | IV             | forestier și floristic | 20,50          |                                 |
| Balta Rovina                         | RONPA0106 | Ineu       | IV             | zoologic               | 120            |                                 |
| Balta Șoimoș                         | RONPA0107 | Lipova     | IV             | zoologic               | 1              | Balta Soimos 07 aprilie 2014    |
| Baltele Gurahonț                     | RONPA0103 | Gurahonț   | IV             | botanic                | 2              |                                 |
| Dosul Laurului                       | RONPA0102 | Zimbru     | IV             | botanic                | 32,20          |                                 |
| Locul fosilifer Monoroștia           | RONPA0111 | Monoroștia | IV             | paleontologic          | 0,10           |                                 |
| Locul fosilifer Zăbalț               | RONPA0112 | Zăbalț     | IV             | paleontologic          | 5              |                                 |
| Prundul Mare                         | RONPA0852 | Secusigiu  | IV             | mixt                   | 91,20          | declarat prin HG 2151/2004      |
| Pădurea Lunca - colonie de stârci    | VI.1      | Mișca      | IV             | avifaunistic           | 2              | declarat prin HG 2151/2004      |
| Pădurea Sâc                          | RONPA0108 | Cărand     | IV             | zoologic               | 17,80          |                                 |
| Pădurea Socodor - colonie de stârci  | VI.2      | Socodor    | IV             | avifaunistic           | 3,10           |                                 |
| Pădurea de stejar pufos de la Cărand | RONPA0113 | Cărand     | IV             | forestier              | 2,10           |                                 |
| Poiana cu narcise Rovina             | RONPA0105 | Ineu       | IV             | botanic                | 0,10           |                                 |
| Peștera Valea Morii                  | RONPA0101 | Moneasa    | III            | speologic              | 5              | monument al naturii             |
| Peștera lui Duțu                     | RONPA0109 | Săvârșin   | IV             | speologic              | 0,10           |                                 |
| Peștera Sinesie, Căprioara           | RONPA0110 | Căprioara  | IV             | speologic              | 0,10           |                                 |
| Runcu-Groși                          | RONPA0104 | Bârzava    | IV             | forestier              | 261,80         |                                 |
| Rezervația de soluri sărăturate      | RONPA0114 | Socodor    | IV             | botanic și geologic    | 95             |                                 |